# Benedikt Eisenberg

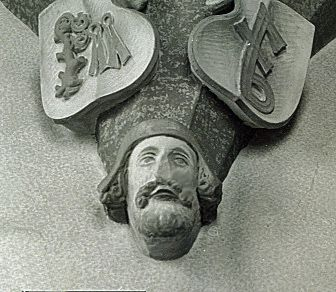
Benedikt Eisenberg an einem Gewölbeanfänger der Leipziger Nikolaikirche

Benedikt Eisenberg (* um 1470 in Leipzig; † um 1530) war ein deutscher Baumeister der Gotik.

## Leben und Wirken
Gemäß Hocquél war Benedikt Eisenberg vermutlich der Sohn eines Georg Eisenberg und erlangte 1506 das Leipziger Bürgerrecht. Wie bei Baumeistern der Gotik zumeist üblich, sind keine einzelnen Lebensstationen bekannt.
Sein Wirken ist aber an zwei Leipziger Kirchen nachweisbar. Das sind die Christuskirche im Stadtteil Eutritzsch und die Stadtkirche St. Nikolai in Leipzig. In ersterer, damals noch Dorfkirche, leitete er den Umbau zu einer gotischen Saalkirche, wie sie heute noch anzutreffen ist. Auf dem Schlussstein des Gewölbes im Eingangsbereich befindet sich sein Meisterzeichen.
1505 hatte der Rat der Stadt Leipzig einen Auftrag zum Umbau der Nikolaikirche an den führenden sächsischen Architekten und Baumeister Conrad Pflüger (1450–1507) vergeben. Dieser lieferte zwar Entwürfe und Gutachten, verstarb aber 1507. Die Realisierung übernahm Benedikt Eisenberg. Sie begann aber erst 1513 und dauerte bis 1525. Eisenberg erbaute zwischen der romanischen Westfassade und dem gotischen Chor eine dreischiffige Halle von 32 Meter Länge mit einem regelmäßigen Netzgewölbe in 17 Metern Höhe. Seitliche Choranbauten erhielten Walmdächer mit spitzen Dachreitern.
In einem Gewölbeanfänger waren das Abbild Benedikt Eisenbergs und seines Meisterzeichens dargestellt. Als dieser durch eine neue Orgel verdeckt wurde, wurde im südlichen Treppenhaus eine Kopie angebracht. Eine 1868 aufgefundene Bleiplatte von der Grundsteinlegung des Umbaus nennt Benedikt Eisenberg als Baumeister (artifax cementarius).